# Хоккей с шайбой на зимних Олимпийских играх 2002
Хоккейный турнир на зимних Олимпийских играх 2002 года проходил в «E Center» в Солт-Лейк-Сити и «Пикс Айс Арене» в Прово. Было разыграно 2 комплекта медалей: в 20-й раз — мужской и во 2-й раз — женский.
Мужская сборная Канады выиграла олимпийское золото впервые с 1952 года. Женская сборная Канады выиграла своё первое золото (в 1998 году победили американки).

## Призёры

### Медалисты
| Дисциплина | Золото | Серебро | Бронза |
| Мужчины    | Канада · Марио Лемьё (К) · Пол Кария · Эд Жовановски · Кёртис Джозеф · Джером Игинла · Симон Ганье · Крис Пронгер · Майкл Пека · Оуэн Нолан · Джо Нуиндайк · Скотт Нидермайер · Адам Фут · Тео Флёри · Мартин Бродер · Эрик Брюэр · Роб Блейк · Эд Бельфор · Стив Айзерман (А) · Райан Смит · Брендан Шэнахэн · Джо Сакик (А) · Эл Макиннис · Эрик Линдрос | США · Билл Герин · Майк Данэм · Крис Друри · Эрон Миллер · Адам Дэдмарш · Майк Рихтер · Том Поти · Скотт Янг · Дуг Уэйт · Кейт Ткачук · Крис Челиос (К) · Тони Амонти · Фил Хаусли (А) · Майк Йорк · Брайан Ролстон · Том Баррассо · Гэри Сутер · Джереми Рёник · Брайан Рафалски · Майк Модано · Брайан Лич (А) · Джон Леклер · Бретт Халл | Россия · Егор Подомацкий · Даниил Марков · Алексей Ковалёв · Владимир Малахов · Алексей Жамнов · Сергей Гончар · Дарюс Каспарайтис (А) · Павел Дацюк · Игорь Кравчук · Павел Буре (А) · Игорь Ларионов (К) · Сергей Фёдоров · Алексей Яшин · Николай Хабибулин · Борис Миронов · Сергей Самсонов · Валерий Буре · Максим Афиногенов · Илья Брызгалов · Илья Ковальчук · Андрей Николишин · Олег Кваша · Олег Твердовский |
| Женщины    | Канада · Сэми Джо Смолл · Беки Келлар · Коллин Состорикс · Тереза Бриссон · Черри Пайпер · Черил Паудер · Лори Дюпуи · Каролин Уэллет · Даниэлль Гойетт · Джейна Хеффорд · Дженнифер Боттерилл · Хейли Уикенхайзер · Дана Анталь · Келли Бешар · Тэмми Ли Шевчук · Ким Сен-Пьер · Вики Сунохара · Изабель Шартран · Кэсси Кэмпбелл · Джеральдин Хини       | США · Сара Декоста · Тара Маунси · Кортни Кеннеди · Анджела Рудджеро · Линдси Уолл · Карин Бай · Сью Мерц · Лори Бейкер · Андреа Килборн · Эллисон Млечко · Дженни Поттер · Джули Чу · Шелли Луни · Крисси Уэнделл · Кэти Кинг · Кэмми Гранато · Натали Дарвитц · Крис Бэйли · Триша Данн · Сара Тютинг                                     | Швеция · Эмели Берггрен · Анна Андерссон · Мария Рут · Эрика Хольст · Анна Викман · Эвелина Самуэльссон · Мария Ларссон · Кристина Бергстранд · Анн-Луиз Эдстранд · Юсефин Петтерссон · Лотта Альбмлад · Йоа Эльфсберг · Гунилла Андерссон · Нанна Янссон · Терезе Шёландер · Ильва Линдберг · Даниела Рундквист · Ульрика Линдстрём · Ким Мартин · Анника Олен                                                          |